# Atlantvolden i Danmark
Atlantvolden i Danmark var en kystforsvarsstilling langs den jyske vestkyst under 2. verdenskrig. Den bestod af omkring 8.000 betonkonstruktioner, herunder knap 2.000 egentlige bunkere, og minefelter. Atlantvolden strakte sig fra Nordkap i Norge til Pyrenæerne ved den spanske grænse, og blev anlagt af Nazi-Tyskland for at afskrække de allierede fra at foretage en landgang i det kontinentale Europa.
Selv om faste forsvarsstillinger på byggetidspunktet var forældet som militær doktrin, betød de enorme mandskabsressourcer som østfronten slugte, at Hitler måtte befæste Europas vestvendte kyster bedst muligt.

## Stillinger i Danmark
- Tirpitz-stillingen ved Blåvand skulle sikre indsejlingen til Esbjerg.
- Verteidigungsbereich Hansted var et stort, befæstet område omkring Hanstholm med kanoner, der sammen med et lignende batteri i Norge, skulle kunne lukke Skagerrak.
- Fanø blev et af de tungest befæstede områder langs vestkysten med omkring 300 bunkere.
- Ved Hirtshals Fyr var der indbygget et skjult fort i klitten, i dag et museum.
- I området Skallingen blev ca. 72.000 miner udlagt tilfældigt uden minekort. Områdets geografi gør imidlertid, at et minekort hurtigt bliver ubrugeligt, eftersom Skallingen hele tiden er i bevægelse.
- Langs hele Jyllands vestkyst blev anlagt større og mindre anlæg med bunkers, radarstillinger og artilleri.

## Rydning af minerne efter krigen
Efter krigen blev tyske krigsfanger sat til at rydde minefelter langs Vestkysten, efter ordre fra De Allierede, deriblandt Danmark.
De arbejdede under tysk kommando, og organiserede selv arbejdet i den såkaldte  Minenkommando Dänemark. Først afsøgte man området kvadratmeter for kvadratmeter med træspyd. Minerne blev så markeret, frilagt og sprængt eller desarmeret. Senere kontrollerede man det ryddede minefelt ved at marchere gennem det. Mange tyske soldater døde eller blev lemlæstet ved at marchere gennem det kontrollerede område. Fra 11 Maj, 1945 til August, 1945 ryddede Minenkommando Dänemark 1.402.000 miner ud af ca 1.500.000. Kommandoen mistede 149 dræbte og havde 165 alvorligt sårede og 167 mindre sårede under operationen.
Denne fremgangsmåde er senere blevet kritiseret fra forskellige sider. Ved at lade de forhadte tyskere stå for oprydningen, mente man, at man kunne omgå Genevekonventionen.

## Atlantvolden i Danmark i dag
Nogle steder har man fjernet bunkerne eller tildækket dem, men størsteparten ligger der endnu, stort set som de så ud ved krigens slutning. Kulturarvstyrelsen har erklæret flere af bunkerne bevaringsværdige og som en del af kulturlandskabet. Flere steder har man indrettet museer i de gamle fæstninger, hvilket er et oplagt mål for krigsturisme.

## Bøger
- Atlantvolden – Fra Agger til Bulbjerg. ISBN 87-89834-28-3
- Atlantvolden – Fra Nymindegab til Skallingen. ISBN 87-980646-6-5
- Atlantvolden i Nordjylland. ISBN 978-87-88945-66-9
- Atlantvolden på Fanø. ISBN 87-989600-0-8
- Atlantvolden ved Ringkøbing. ISBN 87-89155-27-0
- Dansk arbejde – tyske befæstningsanlæg. ISBN 87-89834-25-9
- Hanstholm – Fæstningen. ISBN 87-981206-1-1
- Tysk invasionsforsvar i Danmark 1940-1945. ISBN 978-87-89022-50-5